# 태연
태연(본명: 김태연, 1989년 3월 9일~)은 대한민국의 가수로 걸그룹 소녀시대, 소녀시대-태티서 및 소녀시대-Oh!GG의 리더이자 메인 보컬이다. 2007년에 소녀시대로 데뷔하여, 리더이자 메인보컬로서 그룹의 성공적인 활동을 견인하였다. K-POP 2세대 대표 아이돌이자 걸그룹의 교과서로 불릴 만큼의 대성공을 이룸과 동시에, 여러 세대에 걸쳐 그룹 뿐 아니라 솔로, 유닛, 예능, MC, 홍보대사 등 다방면으로 활발히 활동하며 매우 성공적인 커리어를 쌓고 있다. 2022년부터 활동을 시작하는 프로젝트 그룹 GOT The Beat의 멤버로 활동 중이다. 2004년 SM에서 주최한 청소년 베스트 선발 대회에서 노래짱 대상을 수상하며 SM 엔터테인먼트에 캐스팅 되었다. 이후 3년간의 연습생을 거쳐 2007년 소녀시대의 멤버로 데뷔했다. 2015년부터는 주로 솔로 가수로 활동하고 있다.

## 학력
- 전주양지초등학교 (졸업)
- 전주양지중학교 (졸업)
- 청담고등학교 (전학) → 전주예술고등학교 방송문화예술과 (졸업)

## 생애

### 1989 ~ 2004: 데뷔 전
태연은 1989년 3월 9일 대한민국 전라북도 전주시 완산구에서 아버지 김종구, 어머니 김희자 사이의 1남 2녀 중 둘째로 태어났다. 가족으로는 오빠 김지웅, 여동생 김하연이 있다. 어릴 적부터 춤을 좋아했고 특히 명절 때는 친척들이 춤을 시키면 곧잘 추었다던 태연은 TV에서 보아를 보고 가수의 꿈을 갖게 되었다고 한다. 전주양지초등학교를 졸업하였고 전주양지중학교 2학년이던 2003년, SM아카데미 스타라이트 메인지방보컬과 4기에 들어가게 되면서 아버지와 함께 주말마다 전주에서 서울로 이동하며 가수의 꿈을 키웠다.

### 2004 ~ 2006: 활동 초기
2004년 당시 보컬 트레이너였던 더원의 정규 2집 수록곡 〈You Bring Me Joy (Part 2)〉에 피처링으로 참여했다. 당시 만 15세였던 태연은 현재 활동하는 소속사 SM 엔터테인먼트에 들어가기 전이었다. 이후 태연은 2004년 8월에 열린 제8회 SM 청소년 베스트 선발 대회에서 노래짱 부문에 출전해 1위(대상)를 수상하였고 SM 엔터테인먼트에 정식 캐스팅되어 연습생 생활을 시작하게 되었다. 2005년 청담고등학교에 입학하였으나, 학교 측에서 연예계 활동을 용인하지 않아 전주예술고등학교 방송문화예술과로 전학하였고 2008년 졸업하면서 학교를 빛낸 공로로 공로상을 수상했다. 태연은 연습생 생활이 힘들어 숙소에서 몰래 뛰쳐나갔다가 하루 만에 다시 돌아오기도 했다고 이야기하기도 했다. 이후 SM엔터테인먼트에서 3년여의 연습생 기간을 거쳐 걸 그룹 소녀시대의 멤버로 정식 데뷔하게 되었다.

### 2007 ~ 2009: 소녀시대

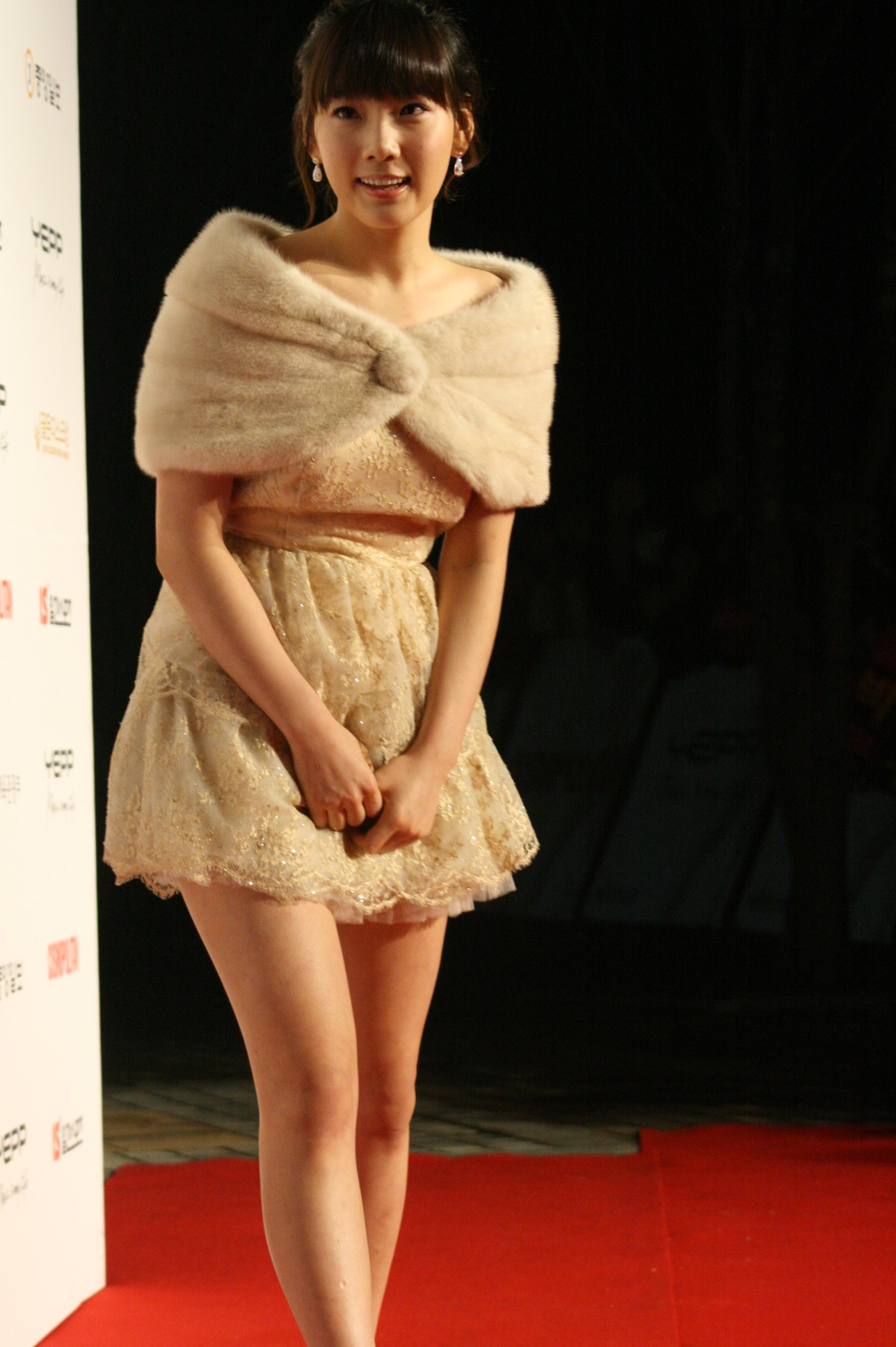
2008년 12월 골든디스크 레드카펫에서 태연.

2007년 7월 6일부터 SM엔터테인먼트는 9인조 걸 그룹 소녀시대의 멤버를 각각 한 명씩 20초 분량의 UCC를 통해 미리 공개하였는데 태연은 7월 12일 오후 일곱 번째로 소개되었다. 태연은 2007년 8월 2일 소녀시대의 싱글 〈다시 만난 세계〉가 발매되면서 데뷔했으며 8월 5일 《SBS 인기가요》에서 처음으로 무대에 섰다.
2008년 초에는 소녀시대로서의 활동뿐만 아니라 개인적인 음반 활동도 하게 되었다. 그녀는 소녀시대 정규 1집 《소녀시대》의 'Kissing You' 활동을 하던 중 2008년 1월 23일에 발매된 KBS 수목드라마 《쾌도 홍길동》의 OST 수록곡 〈만약에〉라는 첫 솔로곡을 불렀다. 이 곡은 온라인 음원사이트에서 상위권에 랭크되었는데, 멜론 OST 부분 차트에서 다섯 달 연속 1위를 유지하였고 싸이월드에서는 2008년 2월 한 달간 〈만약에〉가 가장 많이 팔려 싸이월드 디지털 뮤직 어워드에서 Song of the Month를 수상했다. KBS 《뮤직뱅크》 K-차트에서도 3월 통합차트에서 3위를 차지하였고 MBC 《쇼! 음악중심》에서는 모바일 차트 2위를 차지하는 등 공중파 가요 차트에서도 상위권에 랭크되었다. 또한 그녀는 2008년 9월 17일에 발매된 MBC 수목드라마 《베토벤 바이러스》의 OST 수록곡 〈들리나요...〉에도 참여하게 되었다. 이곡 역시 온라인 음원사이트 차트에서 상위권을 차지하게 되는데, 멜론에서는 2008년 9월부터 이듬해 1월까지 OST 월간 차트에서 12월을 제외한 네 달 동안 1위를 차지하였고 싸이월드에서는 20만 건 이상이 판매되어 실버 메달을 획득하였다. 공중파 가요 차트에서는 KBS 《뮤직뱅크》10월 첫째 주 K-차트에서 6위를 차지하는 등 OST를 통해 2008년 초에는 〈만약에〉, 2008년 말에는 〈들리나요...〉로 연이어 좋은 성과를 얻게 됐다. 이것을 바탕으로 2008년 골든디스크에서 인기상을 수상하기도 했다. 태연은 2008년 4월 7일부터 조정린 후임으로 MBC FM4U 《친한친구》의 DJ로 낙점되어 슈퍼주니어의 강인과 함께 《강인, 태연의 친한친구》를 진행하며 라디오 DJ로서 첫 활동을 하게 됐다. 2008년 11월에 강인의 갑작스러운 〈애인있어요〉 라이브 부탁에도 무리 없이 소화해 큰 화제가 되기도 했지만, 2009년 4월 20일에 강인이 하차하면서 태연 단독으로 DJ를 맡았고 프로그램명도 바뀌어 《태연의 친한친구》가 되었다. 2009년 5월 30일에는 노무현 전 대통령의 영결식을 추모하는 마음으로 〈사랑한다는 흔한 말〉을 불렀다. 2010년 4월 25일을 마지막으로 태연은 2년여의 DJ 활동을 마쳤다. 이날 태연은 자신의 DJ 하차 소식을 알리며 늘상 끝내던 멘트인 '내일 더 친해져요'가 아닌 '우리 이제 친해졌죠? 사랑해요'라는 말로 마무리했다. 마지막 선곡은 소녀시대의 〈영원히 너와 꿈꾸고 싶다〉로 했는데 이는 소녀시대가 부른 것이 아닌 태연이 하차한다는 소식을 듣고 친한친구 애청자들이 직접 불러 준 것이다.
한편 태연은 2009년 1월 정형돈과 함께 MBC 《우리 결혼했어요》에 출연해 3개월간 활동했다. 2009년 9월 11일에 태연은 2009 서울 드라마 어워즈에서 박효신과 함께 〈눈의 꽃〉을 불렀는데 일부 네티즌들에게 화음이 맞지 않는다는 쓴소리를 듣기도 했다. 이에 박효신은 '자신이 레코딩하고 많은 무대에서 불러본 곡과 다른 가수의 노래를 처음 부르는 것과는 많은 차이가 있다'며 태연의 실력이 폄하되는 게 안타깝다고 하였고 '태연은 나이보다 훨씬 성숙한 가창력과 감성을 지니고 있다'며 가창력을 칭찬하기도 했다.

### 2010 ~ 2014: 소녀시대-태티서 데뷔
2010년 1월엔 KBS 《승승장구》의 보조 MC를 맡으며 활동 영역을 넓히기도 했지만, 8월에 일본 데뷔 준비로 《승승장구》에서 하차하게 되었다. 2010년 5월, 태연은 새로운 분야인 뮤지컬 배우로서의 첫발을 내딛게 되었다. 뮤지컬 《태양의 노래》의 주인공인 '카오루'역에 태연과 뮤지컬 배우 홍은주가 더블 캐스팅되어 2010년 5월 7일부터 5월 29일까지 총 13회에 걸쳐 연기하였다. 태연이 출연했던 공연 13회는 모두 매진되었고, 태연의 가창력과 연기력을 유감없이 발휘하여 좋았다고 평가하기도 했다. 한편으로는 클라이맥스의 밋밋한 연기력과 파트너와 함께 하는 무대가 많지 않다는 점은 아쉬움을 준다고 평하기도 했다.

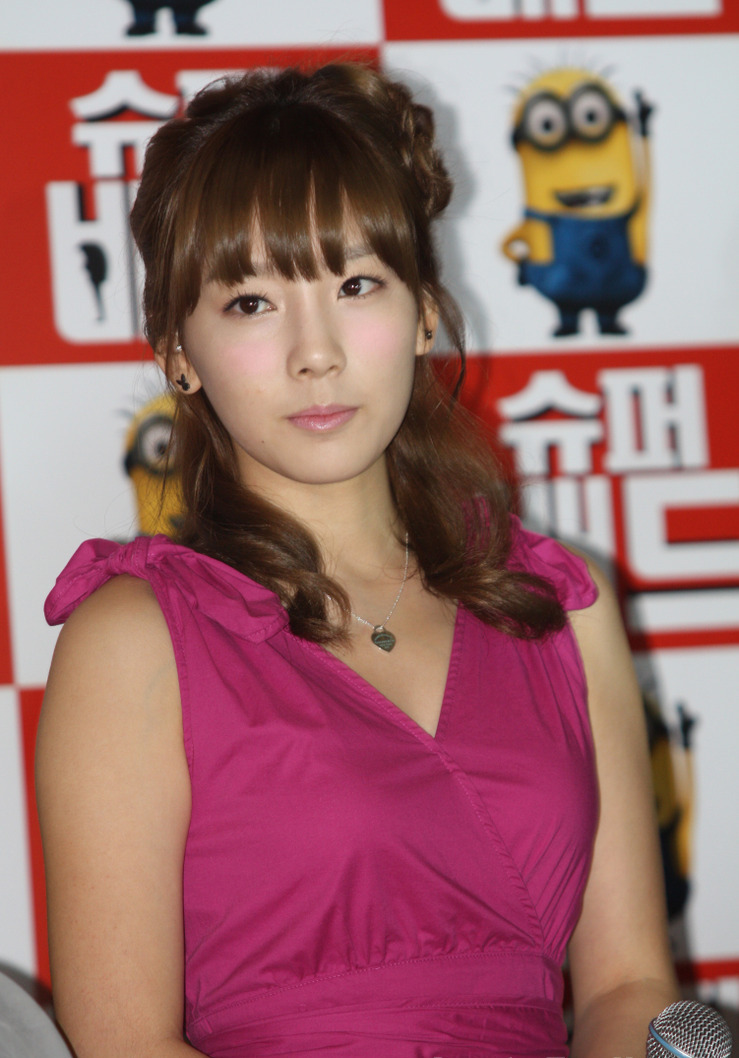
2010년 9월 7일 왕십리 CGV 《슈퍼배드》 유료시사회에서 태연.

또한 태연은 대한민국에서 9월 16일 개봉된 미국의 극장용 장편 애니메이션 영화 《슈퍼배드 (Despicable Me)》의 한국어 더빙 버전을 녹음할 때 마고 역을 맡아 서현과 함께 목소리 연기를 해 좋은 평가를 얻었다.
태연은 6년 전 보컬 선생님이던 더원과 듀엣으로 부른 디지털 싱글 《별처럼》이 2010년 11월 17일에 발매되어 각종 음원사이트 '일간차트 1위'와 '주간차트 1위'를 모두 차지했다. 이 곡으로 12~13억을 벌어 "2년 만의 기네스"라는 평을 들었는데 태연과 더원은 이곡을 통해 얻어진 수익은 모두 기부하기로 했다. 또한 2010년 12월 13일에 발매된 《아테나: 전쟁의 여신》 OST에도 참여하였는데 곡 이름은 〈사랑해요〉이고 뮤직비디오는 2010년 12월 10일에 공개되었다.
태연은 2011년 4월에 발매될 예정인 김범수의 정규 7집 《Solista Part.2》의 수록곡인 〈달라〉에 참여했고 이 곡은 디지털 싱글로 미리 2011년 1월 31일에 발매되었다. 발매된 다음 날인 2월 1일, 이 곡은 벅스, 소리바다, 몽키3에서 1위에 올랐으며 2월엔 2주 차 도시락 주간차트에서 1위를 차지하였다. 그런데 4월 17일 서울 송파구에서 공연하던 태연을 한 남자가 갑자기 무대에 뛰어들어 끌고 나가려 한 사건이 일어났다. 그는 경호원들에게 저지되었으며 태연은 후에 그를 선처했다. 일본 산케이스포츠는 이 사건을 19일 자 신문 1면에 대서특필했으며 행사를 연 회사는 관객들에게 심려를 끼쳤다며 입장료를 모두 환불하겠다고 밝혔다.
2012년 들어 소녀시대가 해외로 진출하면서 태연은 소녀시대 리더로서의 활동을 재개, 〈The Boys〉 등의 곡으로 인기를 끌었으며, 5월에는 티파니, 서현과 함께 소녀시대-태티서 유닛을 결성하여 Twinkle로 활동하였다.
2013년의 시작과 동시에 〈I Got A Boy〉 등의 곡으로 다시 한번 소녀시대 리더로서의 활동을 이어갔고, 7월 29일에는 미국 MLB의 LA 다저스가 주최한 코리아 데이(Korea Day) 행사에 티파니, 써니와 함께 초대되어 LA 다저스의 홈구장인 다저 스타디움에서 경기가 시작되기 전 애국가를 제창하였다.
한편, 대한민국에서 9월 12일에 개봉이 확정된 미국의 극장용 장편 애니메이션 영화 《슈퍼배드 2 (Despicable Me 2)》의 한국어 더빙 버전에서 전작의 좋은 반응과 평가에 힘입어 다시 한번 마고 역을 맡아 서현과 함께 목소리 연기를 하였다.

### 2015 ~ 현재: 솔로 데뷔, 소녀시대-Oh!GG

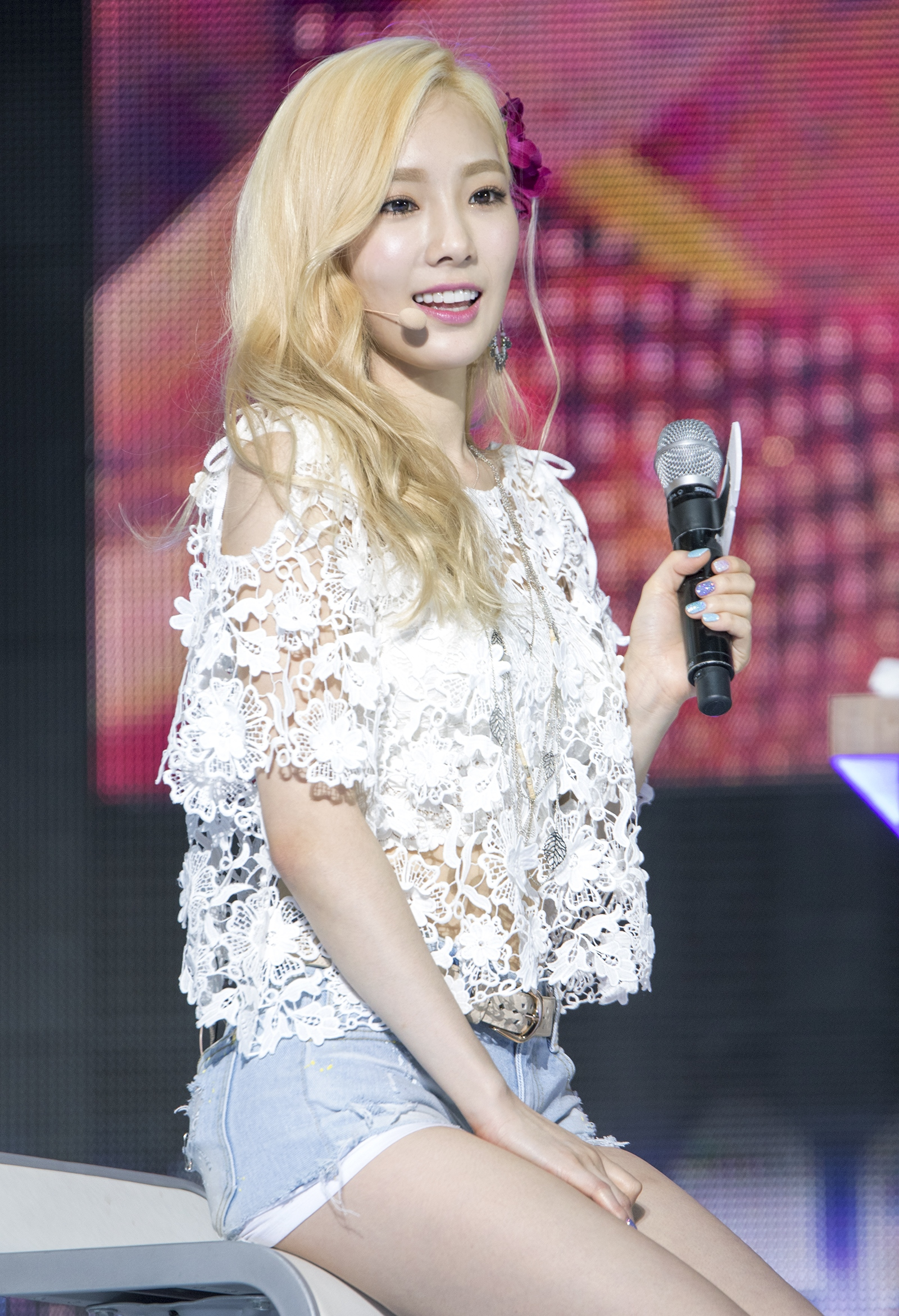
2015년 7월 7일 Party 쇼케이스에서 태연.

2015년 2월 13일 엠버의 첫 솔로 앨범 《Beautiful》의 타이틀곡 〈SHAKE THAT BRASS〉에 피처링으로 참여했으며, 뮤직비디오에도 출연했다.
10월 7일에 태연의 첫 솔로 앨범 《I》가 발매되었다.
이후 태연은 SM엔터테인먼트의 콘서트 브랜드 The AGIT의 일환으로 2015년 10월 23일부터 10월 25일, 10월 29일부터 11월 1일까지 총 7회에 걸쳐 솔로 콘서트 《태연의 아주 특별한 하루》를 진행했다.
2016년 SM의 신규 프로젝트 중 하나인 디지털 음원 공개 채널 SM STATION 첫 주자로 나섰다. 2월 3일에 새로운 디지털 싱글 〈Rain〉이 나왔고, 〈Rain〉 외에도 〈비밀(Secret)〉이 같이 공개되었다. 이후 6월 28일 두 번째 미니앨범 《Why》를 발매했다. 수록곡 〈Up & Down〉 피처링을 효연이 참여했다.
7월 9일과 7월 10일은 서울 올림픽공원 올림픽홀에서, 8월 6일과 8월 7일은 부산 KBS 홀에서 첫 단독 콘서트 《TAEYEON, Butterfly Kiss》를 개최했다.
또한 11월 1일 디지털 싱글 《11:11》을 발매했다.

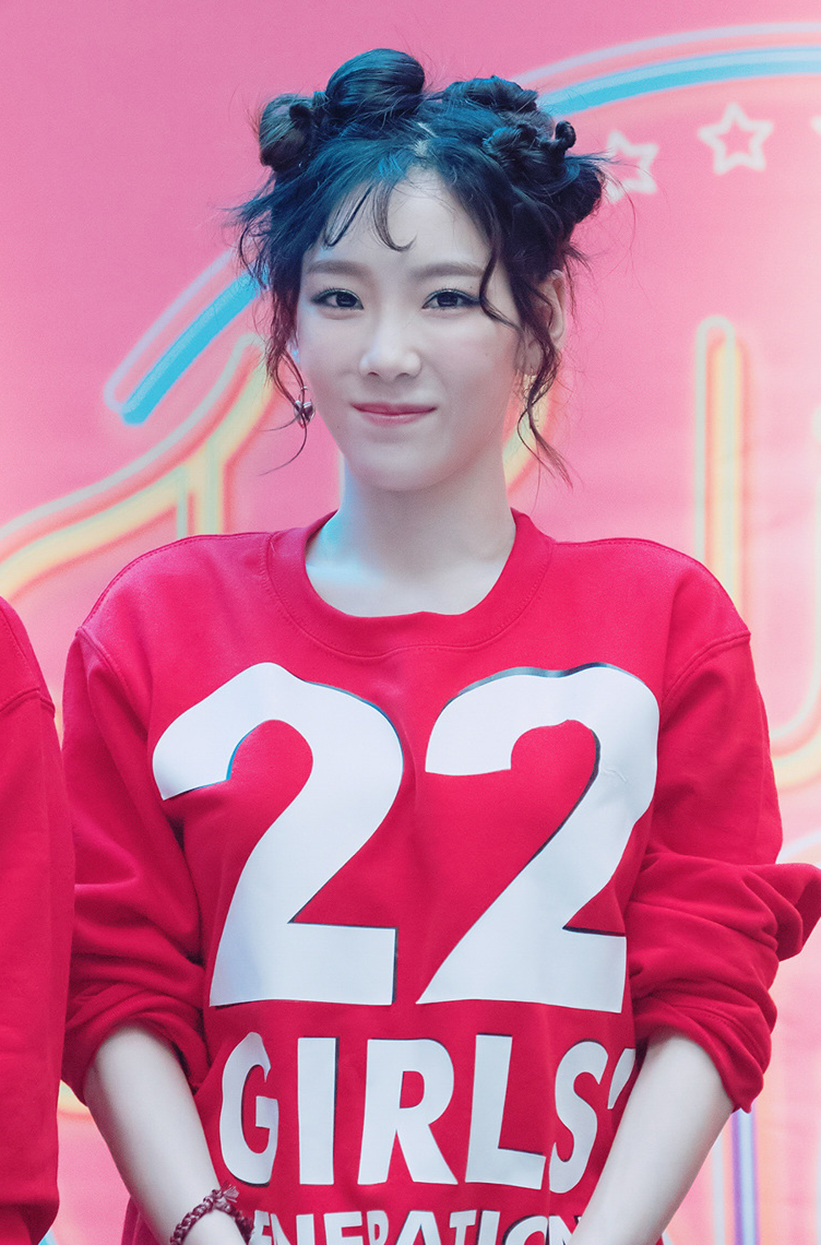
2017년 8월 13일 IFC몰 노스아트리움 소녀시대 팬사인회에서 태연.

2017년 2월 28일 〈Fine〉, 〈Cover up〉등등 13곡이 포함된 태연의 첫 정규 앨범 《My Voice》가 발매되었다. 타이틀곡은 〈Fine〉이다. 4월 9일 리패키지 앨범 《My Voice Deluxe Edition》이 발매되었다. 이후 5월 12일부터 5월 14일까지 3일간 서울 올림픽공원 내 올림픽홀에서 두 번째 단독 콘서트 《TAEYEON Concert "PERSONA"》를 개최했다.
12월 12일 겨울 앨범 《This Christmas – Winter is Coming》를 발매했으며, 타이틀곡은 〈This Christmas〉이다. 또한 12월 22일~12월 24일까지 3일간 크리스마스 기념 콘서트 《The Magic Of Christmas Time》를 진행했다.
2018년 6월 30일 일본 싱글 앨범 《Stay》를 공개했다. 수록곡은 〈I′m The Greatest〉이다.
2018년 태연은 멜로망스와 함께 SM엔터테인먼트의 음원 플랫폼 'STATION X 0'(스테이션 영)의 첫 번째 주인공으로 나섰으며, 8월 10일 오후 6시에 음원사이트에 신곡 〈Page 0〉을 공개했다.
8월 2일 SM에서는 같은 해 하반기 안에 새로운 유닛을 구성하여 컴백할 계획이라고 발표하였다. 이후 태연, 써니, 효연, 유리, 윤아로 소녀시대의 두 번째 유닛 그룹 소녀시대-Oh!GG를 결성하였으며, 9월 5일 첫 싱글 앨범 《몰랐니(Lil’ Touch)》를 발표했다.
2019년 3월 24일 싱글 앨범 《사계》를 발매했다. 타이틀곡인 〈사계(Four Seasons)〉와 〈Blue〉를 포함한다.
2019년 5월 1일 챈슬러 (음악가)와 싱글 앨범 《Angel (Feat.태연)》을 발매했다.
또, 5월 21일 윤종신과 함께 '월간 윤종신'에서 김현철의 춘천 가는 기차 (김현철의 노래)를 시티 팝으로 재해석으로 리메이크하여 발매했다.
2019년 10월 28일 두 번째 정규 앨범 《Purpose》로 컴백하였다.
2020년 1월 15일 리패키지 앨범 《Purpose - The 2nd Album Repackage》를 발매하였다.
이후 1월 17일~1월 19일까지 3일간 세 번째 단독콘서트 《TAEYEON Concert - The UNSEEN》을 개최했다.
2020년 5월 4일 네 번째 디지털 싱글 《Happy》를 발매했다.
2021년 7월 6일에는 세 번째 정규 앨범 《INVU》의 수록곡 《Weekend》를 발표했다.
2022년 1월 17일에는 세 번째 정규 앨범 《INVU》의 수록곡 《Can`t Control MySelf》를 발표했다.
2022년 2월 14일 세 번째 정규 앨범 《INVU》를 발매했다.

## 가창력
태연은 아이돌 중에서도 가창력이 뛰어난 가수라는 평을 받고 있다. 2008년 6월 14일 가수 유영석은 "태연은 옥주현씨나 박정아씨와 같이 디바로 성장할 수 있는 가능성을 지니고 있다"라는 호평을 하기도 했다. 또 2009년엔 자신의 앨범을 홍보하는 자리에서 "태연은 나이가 어린데 이혼을 일곱 번은 한 여자처럼 노래를 잘한다. 그런 친구들을 보면 조금 더 덥혀서 잘 됐으면 좋겠다는 생각을 한다."고 평했다. 가수 채연은 2010년 11월 MBC 에브리원 <슈퍼주니어 이특&예성의 러브추격자>에서 태연은 자신의 라이벌이라며 그 까닭을 "솔로로 데뷔해도 손색없기 때문"이라고 말했다. 또한 디시인사이드에서 2010년 8월 진행한 투표에서 여성 아이돌 그룹 리더 중 가창력이 가장 좋은 사람으로 뽑히기도 했다. 2010년 12월 〈사랑해요〉를 작곡한 작곡가 안영민은 곡 작업을 마친 뒤 자신의 미니홈피에 "1시간도 채 되지 않아서 노래가 다 끝나 박수친 기억이 난다. 그 가창력과 감성이 아이돌이란 이름에 가려진 건 아닌가 하는 안타까운 생각이 새삼스럽게 든다"며 음악성을 높게 평가했다. 작곡가 박선주는 2011년 1월 31일 〈달라〉를 듣고 김범수의 10년 경력에 뒤지지 않는 멋진 보컬이라는 평을 자기 트위터에 남기기도 했다. 작곡가 돈 스파이크는 태연의 원본 레코딩을 듣고 감명받았다며 '정말 훌륭한 보컬'이라고 칭찬했다.
연습생이던 태연에게 음악을 가르친 더원은 2009년 노컷뉴스 인터뷰에서 태연은 근성 있는 제자였다며 잘 될 줄 알았다고 칭찬했고 2011년 서울신문과의 인터뷰에서 2004년 연습생이던 그녀에게 듀엣곡 "You bring me joy"를 같이 부르게 한 까닭을 두고 이렇게 말했다.
| “ | 이 아이는 될 거다. 아니, 언젠간 되겠다…라는 확신이 있었기에 가능한 일이었죠. 이미 인정받은 유명 여성보컬과 듀엣곡을 부를 수도 있었지만, 태연의 가능성을 인정해 주고 싶었어요. (중략) 나이가 어리니까 아이돌을 하지. 그 이상을 보여 줄 수 있다고 생각해요. 장르 역시 댄스보다는 가창력이 드러나는 발라드가 더 어울리죠. 물론 지금도 솔로곡을 발표하고 DJ 활동을 하는 등 꾸준히 자신만의 영역을 만들고 있는 모습을 볼 때, 앞으로 태연이란 이름의 아성은 더 높아질 수 있다고 생각해요. | ” |
|   | — 2011년 1월 31일 서울신문과 인터뷰 |   |

## 콘서트
- The TENSE (2025년)
- The ODD Of LOVE  (2023년)
- The UNSEEN  (2020년)
- 's...TAEYEON CONCERT  (2018년-2019년)
- TAEYEON JAPAN TOUR 2019 ~Signal~  (2019년)
- TAEYEON Concert "PERSONA"  (2017년)
- The Magic Of Christmas Time  (2017년)
- TAEYEON, Butterfly Kiss  (2016년)
- 태연의 아주 특별한 하루  (2015년)

## 팬미팅

### 2019 TAEYEON FANMEETING 'Inside - TAEYEON with S♡NE'
| 개최일           | 도시 | 국가     | 개최지                 |
| ---------------- | ---- | -------- | ---------------------- |
| 2019년 11월 23일 | 서울 | 대한민국 | 경희대학교 평화의 전당 |

## 쇼케이스

### TAEYEON－JAPAN SHOW CASE TOUR 2018
| 개최일          | 도시     | 국가 | 개최지                      |
| --------------- | -------- | ---- | --------------------------- |
| 2018년 6월 15일 | 복강     | 일본 | 후쿠오카 선팔레스           |
| 2018년 6월 19일 | 동경     | 일본 | NHK 홀                      |
| 2018년 6월 20일 | 나고야시 | 일본 | 나고야 국제회의장 센츄리 홀 |
| 2018년 6월 29일 | 대판     | 일본 | 오릭스 극장                 |

## 수상
| 연도            | 수상 내역 |
| --------------- | --- |
| 2004년          | - 제8회 SM 청소년 베스트 선발대회 노래짱, 대상 |
| 2008년          | - 《싸이월드 디지털 뮤직 어워드》 - 2008년 2월 Song of the Month 〈만약에〉 - 제2회 《Mnet 20's Choice》 블루카펫 사전시상부문 '핫 라디오 DJ' 상 - 제23회 《골든 디스크》 'YEPP 인기상' |
| 2009년          | - 《MBC 연기대상》 '라디오 부문 신인상' |
| 2010년          | - 제16회 대한민국 연예예술상 '여자 라디오 진행상' |
| 2012년          | - 제7회 《서울 드라마 어워즈》 '한류드라마 주제가상' |
| 2015년          | - 제10회 《서울 드라마 어워즈》 '한류드라마 주제가상' - 제17회 《Mnet 아시안 뮤직 어워드》 '여자 가수상' |
| 2016년          | - 제25회 《하이원 서울가요대상》 '본상' - 제30회 《골든 디스크》 '디지털음원부문 본상' - 제30회 《골든 디스크》 '아이치이 여자 아티스트상' - 제8회 《멜론뮤직어워드》 TOP10 - 제18회 《Mnet 아시안 뮤직 어워드》 '여자 가수상' - 제1회 《동아닷컴‘s PICK》 '올해의 목소리' - 제1회 《동아닷컴‘s PICK》 '올해의 열일' - 제1회 《동아닷컴‘s PICK》 '올해의 솔로가수' - 《KoreanUpdates Awards 2016》 '베스트 여자 솔로' |
| 2017년          | - 제26회 《하이원 서울가요대상》 본상 - 제31회 《골든디스크 어워즈》 디지털음원부문 본상 |
| 2018년          | - 제32회 《골든 디스크》 음반부문 본상 |
| 2019년          | - 제11회 《멜론뮤직어워드》 TOP 10, 발라드 부문 베스트 발라드상 (사계) - 2019년 Mnet 아시안 뮤직 어워즈 베스트 보컬 퍼포먼스 솔로상 |
| 2020년          | - 1월 4일 제34회 골든디스크 디지털음원 부문 본상 - 1월 8일 제9회 가온차트 뮤직 어워즈 디지털음원 부문 올해의 가수상 - 제29회 《하이원 서울가요대상》 OST상 - 제29회 《하이원 서울가요대상》 본상 - 제29회 《하이원 서울가요대상》 음원 대상 |
| 2022년 (총 2회) | - 1월 27일 제11회 《가온차트 뮤직 어워즈》 디지털 음원부문 올해의 가수상 - 11월 8일 《지니 뮤직 어워즈》 여자솔로상 - 11월 30일 《엠넷 아시안 뮤직 어워즈》 베스트 보컬 퍼포먼스 솔로상 |
| 2023년 (총 2회) | - 1월 19일 제32회 《하이원 서울가요대상》 본상 - 2월 18일 《써클차트 뮤직 어워즈》 올해의 가수상 (디지털음원 부문 2월) |
| 2025년 (총 1회) | - 1월 4일 골든디스크 시상식 디지털 음원 부문 본상 |

### 가요 프로그램 1위
| 연도         | 수상 내역 (총 37회) |
| ------------ | --- |
| 2015년(13회) | - I (총 13회) - 10월 14일 MBC M 《쇼챔피언》 챔피언송 - 10월 15일 M.net 《엠카운트다운》 1위 - 10월 16일 KBS 《뮤직뱅크》 K-Chart 1위 - 10월 17일 MBC 《쇼! 음악중심》 1위 - 10월 18일 SBS 《인기가요》 1위 - 10월 22일 M.net 《엠카운트다운》 1위 (2주 연속) - 10월 23일 KBS 《뮤직뱅크》 K-Chart 1위 (2주 연속) - 10월 24일 MBC 《쇼! 음악중심》 1위 (2주 연속) - 10월 25일 SBS 《인기가요》 1위 (2주 연속) - 10월 29일 M.net 《엠카운트다운》 1위 (트리플 크라운) - 10월 30일 KBS 《뮤직뱅크》 K-Chart 1위 (3주 연속) (트리플 크라운) - 10월 31일 MBC 《쇼! 음악중심》 1위 (3주 연속) - 11월 22일 SBS 《인기가요》 1위 (트리플 크라운) |
| 2016년(3회)  | - Rain (총 1회) - 2월 14일 SBS 《인기가요》 1위 - Why (총 2회) - 7월 8일 KBS 《뮤직뱅크》 K-Chart 1위 - 7월 10일 SBS 《인기가요》 1위 |
| 2017년(2회)  | - Fine (총 2회) - 3월 9일 M.net 《엠카운트다운》 1위 - 3월 10일 KBS 《뮤직뱅크》 K-Chart 1위 |
| 2019년(5회)  | - 사계 (총 2회) - 4월 6일 MBC 《쇼! 음악중심》 1위 - 4월 7일 SBS 《인기가요》 1위 - 불티 (총 3회) - 11월 8일 KBS 《뮤직뱅크》 K-Chart 1위 - 11월 9일 MBC 《쇼! 음악중심》 1위 - 11월 10일 SBS 《인기가요》 1위 |
| 2020년(1회)  | - What Do I Call You (총 1회) - 12월 27일 SBS 《인기가요》 1위 |
| 2021년(1회)  | - Weekend (총 1회) - 8월 1일 SBS 《인기가요》 1위 |
| 2022년(8회)  | - INVU (총 8회) - 2월 24일 M.net 《엠카운트다운》 1위 - 2월 26일 MBC 《쇼! 음악중심》 1위 - 2월 27일 SBS 《인기가요》 1위 - 3월 5일 MBC 《쇼! 음악중심》 1위 (2주 연속) - 3월 6일 SBS 《인기가요》 1위 (2주 연속) - 3월 12일 MBC 《쇼! 음악중심》 1위 (3주 연속) - 3월 13일 SBS 《인기가요》 1위 (트리플 크라운) - 3월 19일 MBC 《쇼! 음악중심》 1위 (4주 연속) |
| 2023년(1회)  | - To.X (총 1회) - 12월 10일 SBS 《인기가요》 1위 |
| 2024년(3회)  | - To.X (총 3회) - 1월 13일 MBC 《쇼! 음악중심》 1위 - 1월 20일 MBC 《쇼! 음악중심》 1위 (2주 연속) - 1월 27일 MBC 《쇼! 음악중심》 1위 (3주 연속) |